# Tsiklon-2
Tsiklon-2 est une fusée soviétique, puis ukrainienne de la famille des Tsiklon qui sont une adaptation du missile balistique intercontinental R-36.

## Histoire
C'est à la suite de la signature d'un décret du gouvernement soviétique le 24 août 1965 qu'est lancé le projet menant à la mise au point de Tsiklon-2. Son premier vol a lieu le 6 août 1969 et après 106 lancements, prend sa retraite le 24 juin 2006 pour être remplacé par Tsiklon-3. Lors de son dernier lancement, Tsiklon-2 est le lanceur le plus fiable avec un seul échec ce qui fait un taux de réussite de 99,06 % 

## Lanceur
Lanceur à trois étages de 39,70 m de haut pour une masse au décollage de 182 000 kg, Tsiklon-2 peut placer en orbite une charge de 2 820 kg à une altitude de 200 km.